# USS Wissahickon (1861)
USS Wissahickon era uma Canhoneira da classe Unadilla que foi construído para o serviço da Marinha dos Estados Unidos durante a Guerra Civil Americana. 

## História
Wissahickon foi construído na Filadélfia, Pensilvânia . Comissionada em novembro de 1861, ela serviu inicialmente no Golfo do México e no rio Mississippi, onde em abril-julho de 1862 participou das operações da captura de Nova Orleans, bombardeio do Grand Gulf, dois ataques pelas fortificações confederadas que comandavam o rio em Vicksburg e uma batalha com o CSS Arkansas. 
Após reparos na Filadélfia, de agosto a outubro de 1862, Wissahickon ingressou no bloqueio das costas da Carolina do Sul, Geórgia e leste da Flórida. Ela participou de bombardeios de Forte McAllister, na Geórgia, no final de 1862 a início de 1863 e na destruição do corsário Rattlesnake (ex- CSS Nashville ) em 28 de fevereiro de 1863. Um de seus marinheiros recebeu a Medalha de Honra por sua participação na ação em Fort McAllister e na Batalha de Fortes Jackson e St. Philip.  Em março-junho de 1863, Wissahickon destruiu um furador de bloqueio (o SS Georgiana )   e ajudou a destruir outro. Durante o verão, ela bombardeou o forte Wagner e Sumter, perto de Charleston, Carolina do Sul . 
Wissahickon passou o resto da Guerra Civil patrulhando a Carolina do Sul e em expedições às águas interiores daquele estado e da Geórgia. Ela foi para Nova York em junho de 1865 e foi desativada no início de julho. Wissahickon foi vendido em outubro de 1865 e logo se tornou um navio mercante sob o nome Adele . Ela trabalhou no serviço comercial por mais 20 anos. 